# کووانیل
کووانیل (به لاتین: Küvənil، تا ۵ اکتبر ۱۹۹۹ Güvənil) یک منطقه مسکونی در جمهوری آذربایجان است که در شهرستان لنکران واقع شده‌است.

## جمعیت
کووانیل ۱۲۰۵ نفر جمعیت دارد.